# All Your Love
All Your Love è un album in studio della cantante malese Siti Nurhaliza, pubblicato nel 2011.

## Tracce
1. All Your Love
2. Nobody Else
3. Tonight
4. All Over Again
5. I'll Wait Forever (feat. Christian Alexanda)
6. Falling in Love
7. I Cry Out
8. Fight for Love
9. Stand Up
10. Remember You (feat. Sean Kingston)